# بساس (نظامی بیزانسی)
بساس ( یونانی: Βέσσας   ، قبل از ۴۸۰ - پس از ۵۵۴) یک ژنرال رومی شرقی ( بیزانسی ) با منشأ گوت‌ها از تراکیه بود که عمدتاً به خاطر حرفه خود در جنگ های ژوستینیانوس اول ( حکومت ۵۲۷-۵۶۵) شهرت داشت. او در جنگ ایبری و تحت فرماندهی بلیزاریوس در جنگ گوت‌ها خود را در برابر ایرانیان ساسانی متمایز کرد، اما پس از خروج بلیزاریوس از ایتالیا ، در مقابله با گوت‌ها ناکام ماند و تا حد زیادی مسئول از دست دادن رم در سال ۵۴۶ بود. با شرمساری به شرق بازگشت، علیرغم سن بالایش به عنوان فرمانده در جنگ لازستان منصوب شد. در آنجا او خود را با بازپس گیری پترا نجات داد، اما بیکاری بعدی او باعث شد تا ژوستینین او را برکنار کرده و به اباسگیا تبعید کند.

## اصل و نسب
به گفته مورخ معاصر پروکوپیوس قیصریه ، بساس در دهه ۴۷۰ به دنیا آمد و از یک خانواده اصیل گوتیک که مدتها در تراکیه مستقر بودند، متعلق به آن دسته از گوت‌ها بود که از تئودوریک کبیر پیروی نکرده بودند، هنگامی که او در سال ۴۸۸ برای حمله به ایتالیا رفت و سپس در اختیار داشت. اودوآسر .   پروکوپیوس در مورد تسلط خود به گوتیک ،   سخن می گوید، اما نویسنده معاصر دیگری به نام جوردنس ادعا می کند که او از سکونتگاه کاسترا مارتس، متشکل از سارماتی ها ، سمندری ها و برخی از هون ها ( گتیکا ۶۵) است.  این شواهد به گونه‌ای متفاوت تفسیر شده‌اند و اکثر مفسران مدرن به هویت گوتیک تمایل دارند.  با این حال، به گفته پاتریک آموری ، از منابع موجود نمی توان نتیجه قطعی در مورد قومیت او گرفت. آموری معتقد است که بساس نمونه بارز «هویت قوم‌نگاری مبهم» بود که در جمعیت‌های قرن ششم بالکان، به‌ویژه در میان ارتش، مشهود بود. 

## شغل در شرق

نقشه منطقه مرزی بیزانس و ایران.

از زندگی اولیه و حرفه بساس اطلاعات بسیار کمی در دست است: او در جوانی به ارتش امپراتوری پیوست و به گفته پروکوپیوس قبلاً در سال ۵۰۳، زمانی که جنگ آناستازی با ایرانیان ساسانی آغاز شد، «تجربه جنگ» داشت. او به عنوان افسر در جنگ شرکت کرد، اما از خدمت او در آنجا خبری در دست نیست.  از سوی دیگر، احتمالاً باید او را با نامی به همین نام که در نامه اسقف یعقوب سروق (متوفی ۵۲۱) خطاب شده بود، شناسایی کرد.  اگر این شناسایی معتبر باشد، پس بساس یک تک‌سرشت‌باوری (احتمالاً متوسط) بود. 
بساس در سال ۵۳۱ در طول جنگ ایبری علیه ایران، هنگامی که به عنوان دوکس بین النهرین منصوب شد، با مارتیروپولیس به عنوان پایگاه او ظاهر شد. در این مقام، بساس ۵۰۰ سواره نظام را در مقابل نیروهای پارسی که از همان بخش مرزی محافظت می کردند، شامل ۷۰۰ پیاده و سواره به فرماندهی ژنرال های گدار و یزدگرد رهبری کرد. بیزانسی ها ایرانی ها را در کرانه های دجله به نبرد پرداختند و آنها را شکست دادند و گادر را کشتند و یزدگرد را به اسارت گرفتند. بساس سپس به استان ارزنین حمله کرد و به مارتیروپولیس بازگشت.   در تلافی این موفقیت بیزانس، شاه کاواد اول ایران، ارتش بزرگی را به فرماندهی سه ژنرال ارشد به نام‌های باوی ، مهر میهرو و چنارنجس به مارتیروپولیس فرستاد . ایرانیان تا پاییز شهر را محاصره کردند و سنگرها و مین حفر کردند، اما پادگان تحت فرمان بساس و بوز ، محکم بود. سرانجام، نزدیک شدن به فصل زمستان، ورود نیروهای بزرگ بیزانسی به آمیدا در نزدیکی و خبر مرگ کاواد، فرماندهان ایرانی را مجبور کرد که محاصره را (در نوامبر یا دسامبر) بالا ببرند.   اندکی پس از عقب نشینی آنها، نیرویی از سابیر هون‌ها که ایرانیان آنها را به عنوان مزدور استخدام کرده بودند، به قلمرو روم حمله کردند و تا انطاکیه یورش بردند، اما بساس یکی از گروه های حمله کننده آنها را گرفت و وی را نابود کرد و ۵۰۰ اسب و غنیمت زیادی به اسارت گرفت.  

## اقدامات در ایتالیا
در سال ۵۳۵ بساس به عنوان یکی از ستوان های بلیساریوس (به همراه کنستانتین و پرانیوس ) در لشکرکشی علیه پادشاهی استروگوتیک ایتالیا منصوب شد.   او بلیزاریوس را در مراحل اولیه لشکرکشی، از بازیابی سیسیل تا محاصره ناپل ، همراهی کرد و در سقوط دومی در نوامبر ۵۳۶ حضور داشت.   از آنجا ارتش بیزانس به سمت رم پیشروی کرد که بدون جنگ آن را تصرف کرد. بلیساریوس کنستانتین و بساس را برای تصرف شهرهای دورافتاده مختلف فرستاد، اما وقتی فهمید که پادشاه جدید گوتیک، ویتیگیز ، در حال لشکرکشی به رم است، آنها را به یاد آورد. بساس برای مدتی در نزدیکی شهر نارنی ، که مسیر مستقیم از پایتخت گوتیک، راونا ، بر فراز آپنین ها به رم را کنترل می کرد، درنگ کرد و در آنجا با پیشتازان گوتی‌ها در درگیری روبرو شد و آنها را شکست داد.  
در طول یک سال محاصره رم توسط گوت‌ها، بساس فرماندهی سربازان را در دروازه پورتا پرانستینا بر عهده داشت و در چند درگیری متمایز شد.  تا سال ۵۴۰ هیچ چیز از نقش او در رویدادهای بعدی مشخص نیست، به جز اینکه احتمالاً در همین زمان بود که او به درجه پاتریسیوس ارتقا یافت.  در اوایل سال ۵۳۸ هنگامی که ژنرال کنستانتین تلاش کرد او را در جریان یک اختلاف بکشد، بساس از بلیزاریوس محافظت کرده بود،   اما در سال ۵۴۰ زمانی که بلیزاریوس در حال آماده شدن برای ورود به راونا به بهانه پذیرش پیشنهاد گوتیک ها برای تبدیل شدن به امپراتور غرب بود. او به وضوح احساس کرد که نمی توان به بساس اعتماد کرد و او را همراه با ژنرال های مزاحم دیگری مانند جان و نارسس برای اشغال مکان های دورافتاده در ایتالیا فرستاد.  